# Wood Lane (Central Line)
Wood Lane is een voormalig station van de metro van Londen in Shepherd's Bush, West-Londen, dat werd bediend door de Central Line.

## Geschiedenis

De spoorgeschiedenis rond Wood Lane

### Franco-British Exhibition
In 1908 zouden zowel de Franco-British Exhibition (White City) als de Olympische Zomerspelen worden gehouden in Londen wat aanleiding was om bij het depot van de Central London railway (CLR), de latere Central Line, een perron te bouwen voor de bezoekers van deze evenementen. Voor de vlotte afwikkeling van het metroverkeer werd onder Wood Lane een tweede enkelsporige tunnel gebouwd die gekoppeld werd aan de noordelijke tunnelbuis ten westen van station Shepherd's Bush, destijds het westelijke eindpunt van de CLR. De lus werd samen met de perrons bij Wood Lane geopend op 14 mei 1908 en door de inpassing was er sprake van rechtsrijden in plaats van links.
Het perron in het depot zou van tijdelijke aard zijn aan de noordrand van het depot vlak bij de ingang van de tentoonstelling. Na afloop van de succesvolle tentoonstelling groeide de bezoekersaantallen aan een aantal andere uitgaansgelegenheden, met name het White City Stadium dat voor de zomerspelen was gebouwd, in het gebied en het tijdelijke station op Wood Lane werd een vaste waarde. Zodoende was Wood Lane van 1908 tot 1920 het westelijke eindpunt van de CLR.

### Verder naar het westen
De Great Western Railway (GWR) kwam begin 20e eeuw met het plan om haar hoofdlijn van Londen naar het westen te verbinden met de West London Railway. Deze zogeheten Ealing & Shepherd's Bush Railway (E&SBR) zou lopen tussen Ealing Broadway, aan de lijn naar het westen, en Viaduct Junction, vlak ten noorden van Shepherd's Bush. De aanleg van deze lijn werd in 1905 goedgekeurd door het parlement en nog voor de bouw begon sloten de GWR en de Central London Railway (CLR), de latere Central Line, een overeenkomst voor reizigersdiensten tussen Wood Lane en Ealing Broadway. Hiertoe moest de CLR haar sporen doortrekken tot het tracé van de E&SBR hetgeen op 18 augustus 1911 bij wet, Central London Railway Act, 1911, werd goedgekeurd. Voor de CLR betekende dit dat ze sporen ten noorden van het depot langs het tentoonstellingsterrein moest leggen en de E&BSR tussen de aansluiting en Ealing Broadway moest worden geëlektrificeerd ten behove van de metro.
De GWR heeft de nieuwe E&SBR-lijn aangelegd en begon de goederendienst met stoomtreinen in 1917. De elektrificatie begon pas na het einde van de Eerste Wereldoorlog zodat de reizigersdienst moest wachten tot 3 augustus 1920. De CLR gebruikte tot het einde van de jaren twintig rijtuigen die toegankelijk waren via balkons aan de uiteinden. De introductie van rollend materieel met pneumatische schuifdeuren betekende dat de perrons verlengd moesten worden om toegang tot alle deuren te bieden. Omdat dit voor het perron aan de binnenkant van de lus betekende dat de uitrit van het depot versperd zou worden werd die perronverlenging schanierend uitgevoerd, zodat in voorkomende gevallen toegang tot het depot mogelijk bleef. Ten behoeve van de verlenging naar het westen werden ten noorden van de lus, langs de sporen van/naar de E&SBR, extra perrons gebouwd.

## Sluiting
in 1933 werd het OV in Londen genationaliseerd in de Londen Passenger Transport Board (LPTB). LPTB kwam met het New Works Programme 1935-1940 om knelpunten in het metronet aan te pakken en nieuwe woonwijken op de metro aan te sluiten. Een van de knelpunten was de onhandige inrichting van Wood Lane en in 1938 werd als onderdeel van het New Works Programme begonnen met de bouw van een vervangend station, White City, iets ten noorden van het depot. Station White City was niet gereed toen in 1939 de Tweede Wereldoorlog uitbrak en de ombouw werd opgeschort. Voor de metro's naar het westen werd een ruimere boog gelegd en op 22 november 1947 werd Wood Lane gesloten. White City werd op 23 november 1947 geopend en het depot is sindsdien bekend als White City depot.

## Sloop
Tot de sloop van het station tussen 2003 en 2005, was het oude perron voor de oostwaartse metro's nog te zien uit passerende treinen die van White City naar Shepherd's Bush reden. Op de plaats van het station en het depot werd het winkelcentrum Westfield London gebouwd en in de zomer van 2005 werden de gebogen toeritten naar de oorspronkelijke perrons uit 1908 en de perrons zelf, in de noordwestelijke hoek van het terrein, verwijderd. Onder het winkelcentrum werd een nieuw ondergronds depot voor de Central Line gebouwd. In 2008 werd een nieuw metrostation, ten noorden van het winkelcentrum, met de naam Wood Lane geopend aan de Hammersmith & City Line. Gevelelementen van het stationsgebouw uit 1908 werden ontmanteld en overgebracht naar het depot van het London Transport Museum in Acton voor restauratie. De restauratiewerkzaamheden aan het Undergroundlogo werden in 2009 voltooid door London Underground. Dit Undergroundlogo is geplaatst in het nieuwe metrostation uit 2008.

## Film
- In de eerste serie van The Tomorrow People, Slaves of Jedikiah, lieten de buitenopnamen van het verlaten station waar het lab zich bevond, zien dat het Wood Lane was. Ook werden de havenscènes in de Doctor Who-serie The Dalek Invasion of Earth daar opgevoerd.
- Een uitzending uit 1987 van de South Bank Show over de London Underground werd geopend door Melvyn Bragg, die uit de mist verscheen met een fakkel op het perron van Wood Lane.
- In de animatiefilm Who Framed Roger Rabbit uit 1988, geregisseerd door Robert Zemeckis , werden de scènes voor de Acme-fabriek gefilmd in de voormalige elektriciteitscentrale (later bekend als de Dimco Buildings) op het terrein van het depot Wood Lane (nu onderdeel van het Westfield Shopping Centre).

## Fotoarchief
- London's Abandoned Tube Stations - Wood Lane
- London Transport Museum Photographic Archive
  - Station Wood Lane in 1927. De forse brug boven het stationsgebouw is de voetgangersbrug tussen station en tentoonstellingsterrein.
  - De stationshal in 1927
  - Detail van de gevel boven de ingang in 1998
- Underground History - Wood Lane Station
- Tube Professionals' Rumour Network - Wood Lane Depot and Station
- White City Development - Wood Lane Station